# 橘川佳彦
橘川 佳彦（きつかわ よしひこ、1970年〈昭和45年〉5月8日 - ）は、日本の政治家。神奈川県綾瀬市長（1期）。綾瀬市議会議員（4期）、綾瀬市議会議長を務めた。

## 来歴
神奈川県高座郡綾瀬町（現・綾瀬市）出身。綾瀬市立天台小学校、綾瀬市立綾北中学校卒業。アメリカテキサス州サースグランドペアリーハイスクール留学を経て、1989年、神奈川県立綾瀬高等学校卒業。1994年、国士舘大学卒業。
大学卒業後はシステムエンジニアとしてソフト開発の民間企業に勤務。その後、家業の不動産賃貸会社に入社。
2011年、綾瀬市議会議員選挙に立候補し、初当選。以降4期連続当選。市議会では市民福祉常任委員会委員長（2013年）、議会報編集委員会委員長（2014年）、議会選出監査委員（2016年）、議会運営委員会委員長（2017年 - 2018年）、基地対策特別委員会委員長（2018年、2023年）、綾瀬市議会副議長（2019年）、綾瀬市議会議長（2021年 - 2022年）、神奈川県市議会議長会会長（2021年）を歴任した。

### 2024年綾瀬市長選挙
2024年3月22日、任期満了に伴う綾瀬市長選挙（6月30日告示、7月7日投開票）への立候補を表明。投開票の結果、自由民主党と公明党総支部の推薦を受けた橘川が3人の対立候補を押さえて初当選した。
※当日有権者数：66,292人 最終投票率：43.03%（前回比： 11.14pts）
| 候補者名 | 年齢 | 所属党派 | 新旧別 | 得票数   | 得票率 | 推薦・支持                       |
| -------- | ---- | -------- | ------ | -------- | ------ | -------------------------------- |
| 橘川佳彦 | 54   | 無所属   | 新     | 11,246票 | 39.9%  | （推薦）自由民主党、公明党総支部 |
| 佐竹百里 | 53   | 無所属   | 新     | 8,570票  | 30.4%  | （支援）立憲民主党、日本共産党   |
| 栗原茂明 | 68   | 無所属   | 新     | 4,371票  | 15.5%  |                                  |
| 笠間昇   | 53   | 無所属   | 新     | 3,991票  | 14.2%  |                                  |